# Cathédrale Sainte-Philomène de Mysore
La cathédrale Sainte-Philomène est un édifice religieux catholique, cathédrale du diocèse de Mysore en Inde du Sud, dans l’État du Karnataka. Remplaçant une église du XIXe siècle construite par le maharadjah Wodeyar, un nouvel et vaste édifice de style néo-gothique est édifié en 1933 et placé sous la protection de sainte Philomène lors de son inauguration en 1936. Elle est choisie comme cathédrale du diocèse de Mysore en 1941. 

## Histoire
Les souverains de Mysore, qui refusèrent de livrer aux Portugais les jésuites résidant sur leur territoire lorsque la Compagnie fut expulsée de Goa, se montrèrent toujours favorables aux missionnaires chrétiens dont le travail socio-éducatif était apprécié.
En 1843 une église est construite sur le terrain offert à Mysore par le maharaja Mummadi Krishnaraja Wodeyar III. La pierre de fondation porte le texte : «In the name of that only God - the universal Lord who creates, protects, and reigns over the universe of Light, the mundane world and the assemblage of all created lives - this church is built 1843 years after the incarnation of Jesus Christ, the Enlightenment of the World, as man».. Cette première église est dédiée à Saint Joseph.
En 1926, T. Thumboo Chetty, secrétaire privé du maharaja Nalvadi Krishnaraja Wodeyar IV, obtient de Mgr Pietro Pisani, Délégué apostolique aux Indes Orientales, des reliques de sainte Philomène et les remet entre les mains du père Jules Cochet MEP (1870-1937). Avec l’approbation de Mgr Despatures, évêque de Mysore, Cochet demande au souverain son aide pour la construction d’une église en l’honneur de sainte Philomène. Le maharaja de Mysore pose la première pierre de la nouvelle église le 28 octobre 1933 et dit à cette occasion : « La nouvelle église sera solidement construite sur la double fondation de la compassion divine et de la fervente reconnaissance des hommes ». La construction s’achève sous la supervision de Mgr René Feuga (1880-1964), évêque de Mysore à partir de 1941. Elle est ouverte au culte en 1936.
Avant que ne soit institué le diocèse de Bangalore (en 1940), l’évêque de Mysore avait sa résidence à Bangalore et sa cathédrale était l’église Saint-François-Xavier. En 1940 l’évêque de Mysore s’installe à Mysore et adopte l’église Sainte-Philomène comme cathédrale. 

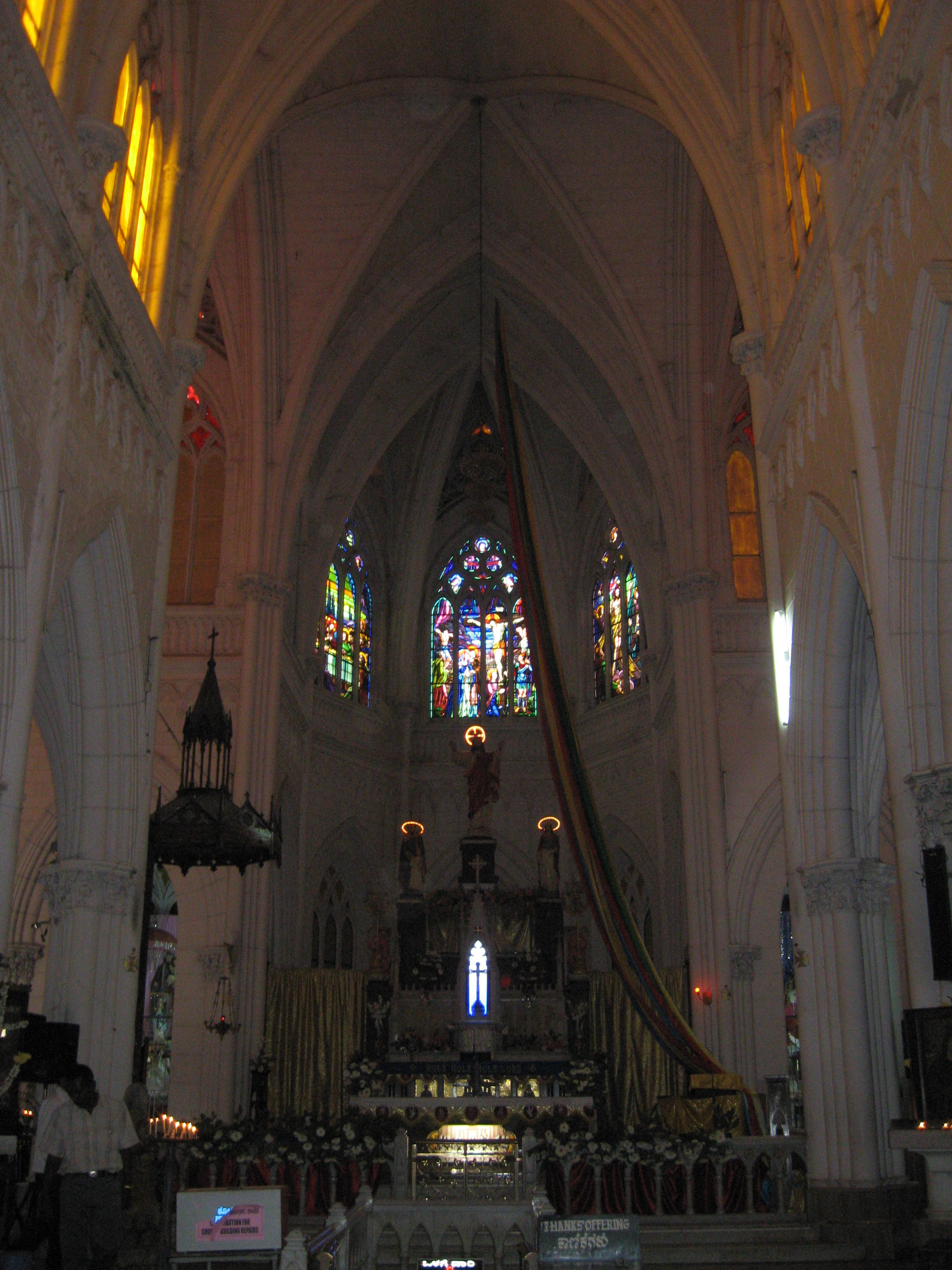
Vue intérieure de la cathédrale

## Description
De style néo-gothique, l’église a été conçue par un architecte français qui s’appellerait ‘Daly’. Il aurait été inspiré par la cathédrale de Cologne. Sous l’autel principal se trouve la crypte où sont conservées des reliques de sainte Philomène. La décoration intérieure fournit un exemple de mélange harmonieux entre culture occidentale et locale : ainsi les statues féminines sont habillées du traditionnel sari indien. 
Les deux flèches de l’édifice sont hautes de 53 mètres et ressemblent à celles de la cathédrale de Cologne. La nef peut contenir jusqu'à 800 personnes. Les vitraux, importés de France, illustrent des scènes de la vie du Christ.

## Galerie

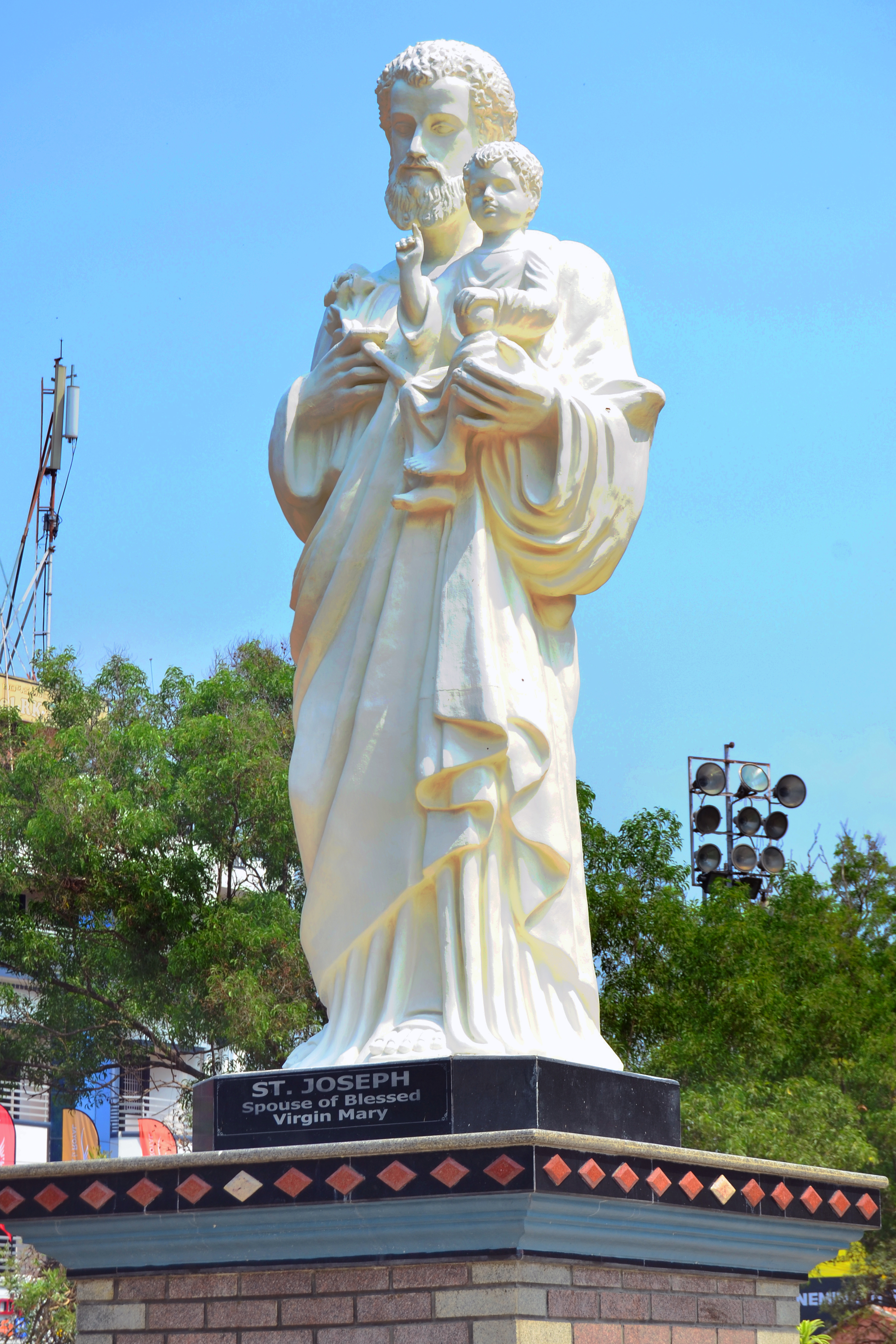
Statue de Saint Joseph
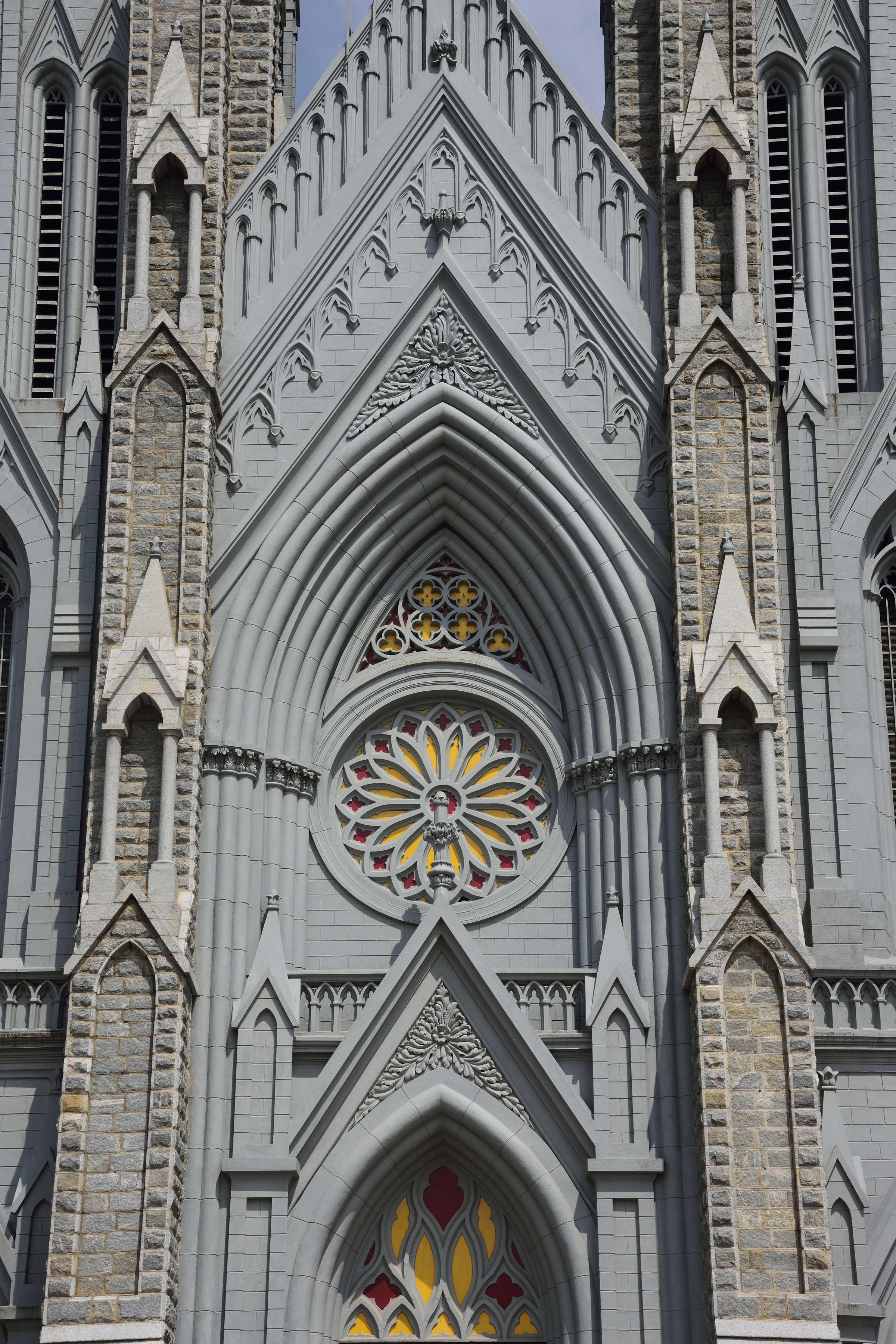
Portail
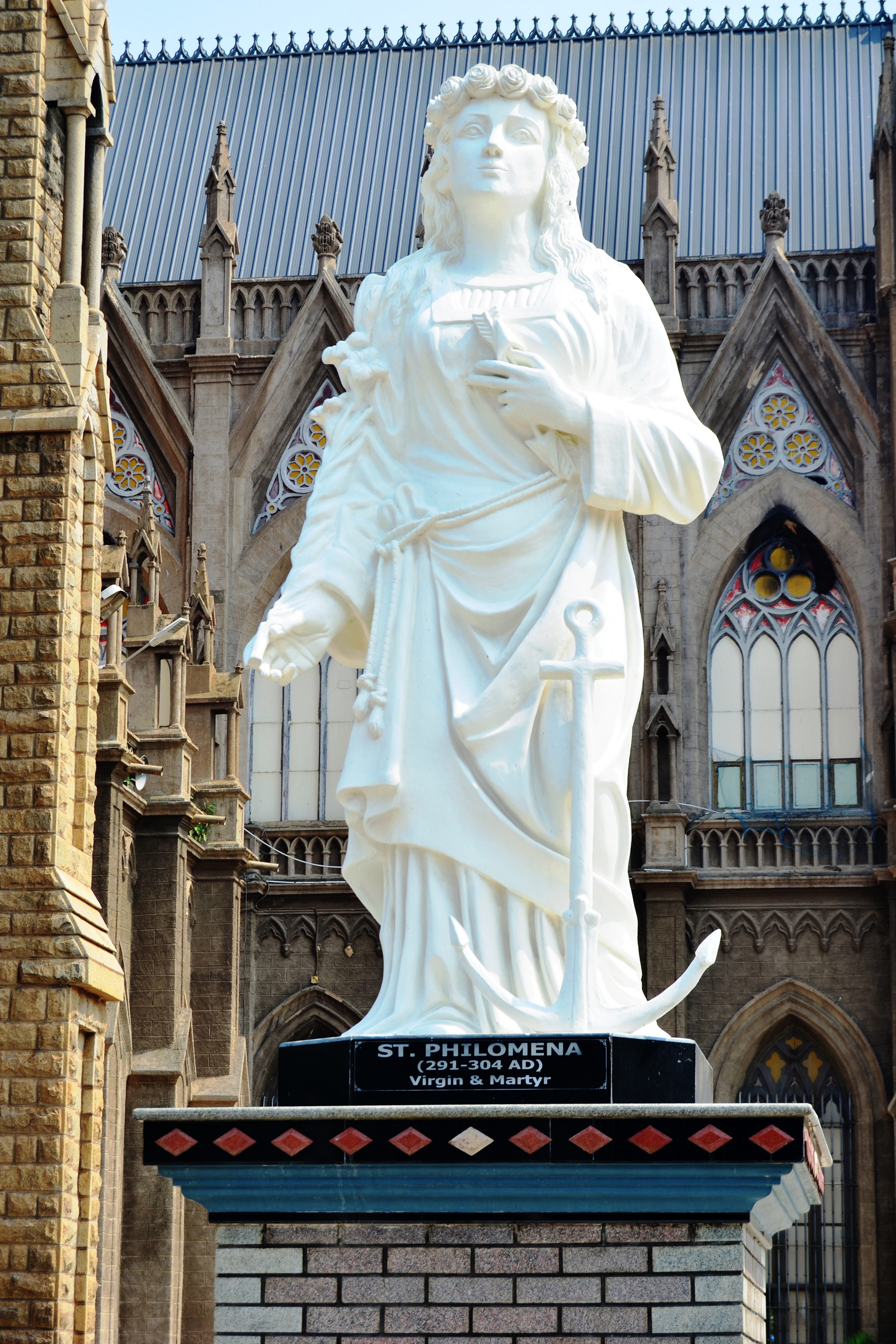
Statue de Sainte Philomène
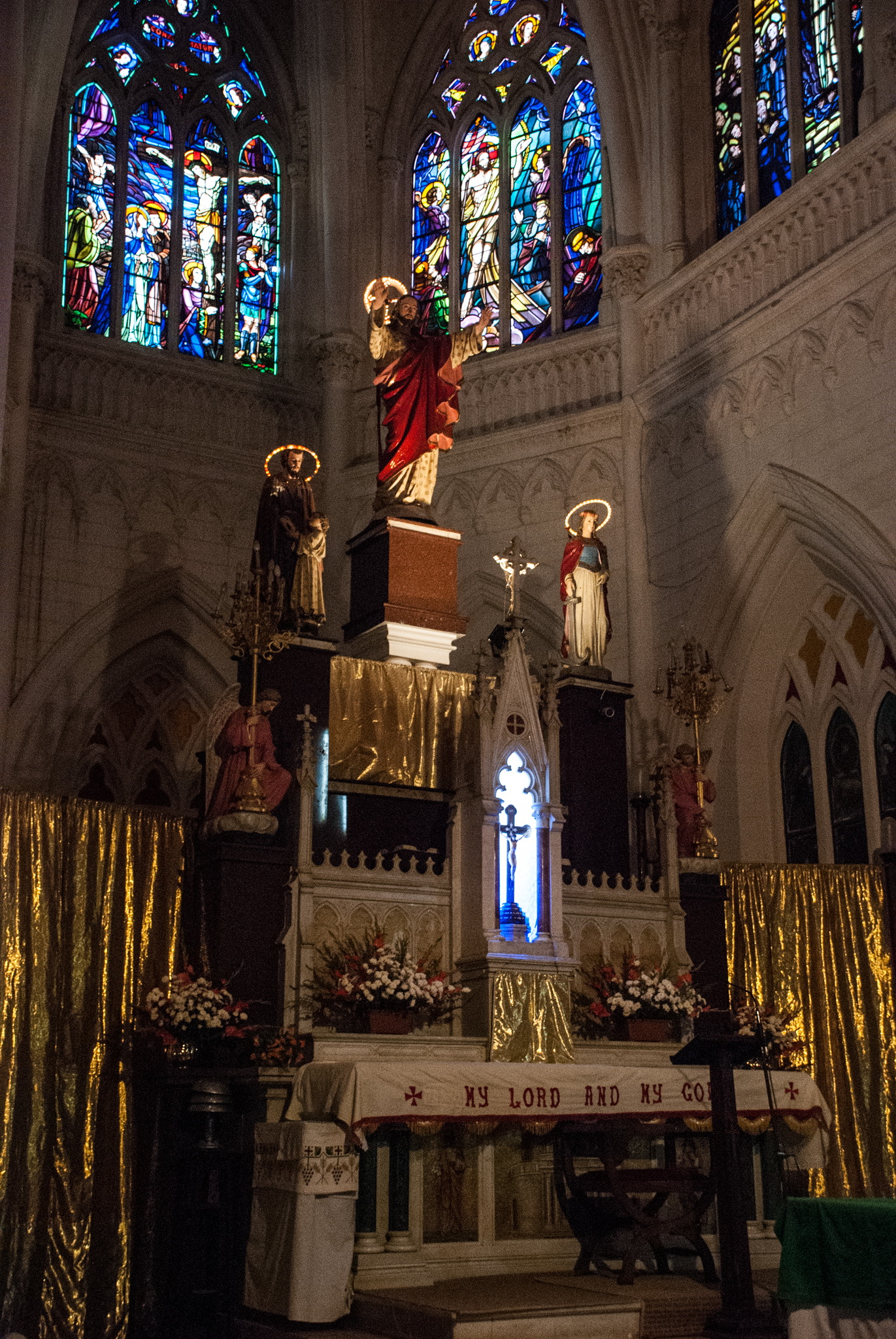
Autel